# Rarotonga

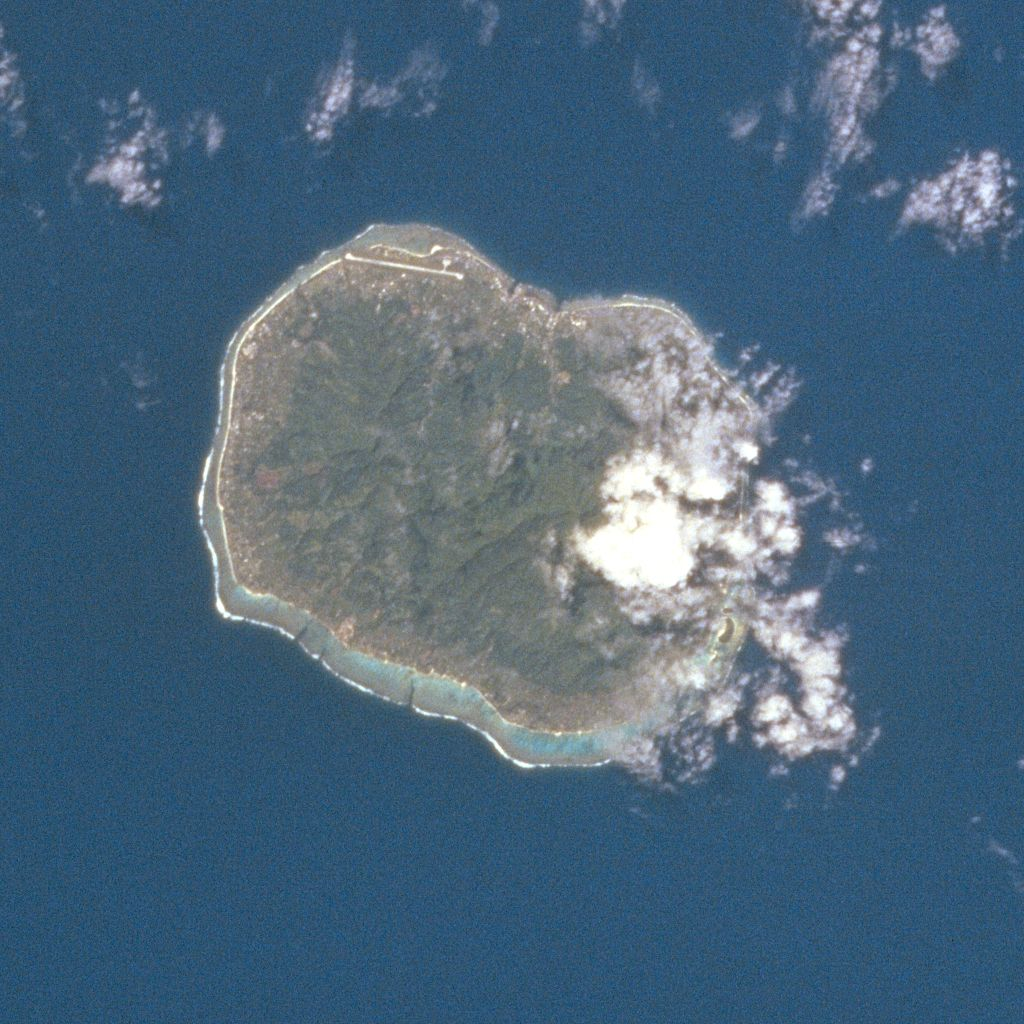
Imagem de satélite da ilha de Rarotonga em 1994

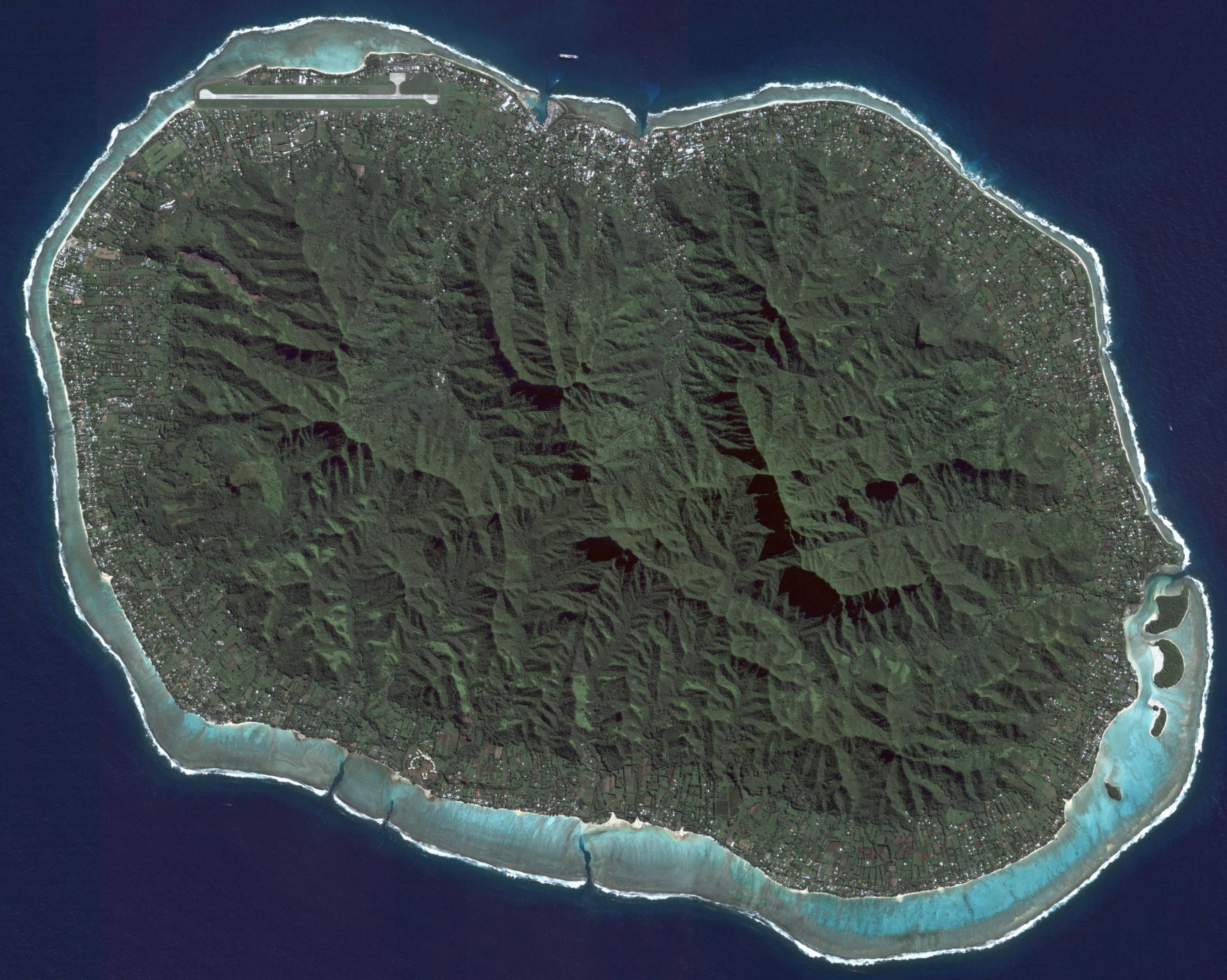
Imagem de satélite de Rarotonga, Ilhas Cook.

Rarotonga é a maior das Ilhas Cook do sul. Tem origem vulcânica e fica localizada no Oceano Pacífico sul e a nordeste da Nova Zelândia. É a mais populosa das Ilhas Cook com 14153 habitantes (segundo o censo de 2006).
A capital das Ilhas Cook, Avarua está situada no norte desta ilha, assim como o aeroporto internacional. Rarotonga é um destino turístico muito popular, com muitos resorts, hotéis e motéis.

## Geografia
Rarotonga ergue-se a 4500 metros do fundo do mar. A ilha tem 32 km de circunferência e uma área de 67,19 km². Te Manga, com 658 metros, é o ponto mais alto da ilha.
A ilha é rodeada por uma lagoa que chega a passar de uma centena de metros até os recifes, a partir de onde as águas ficam subitamente profundas.
Ao longo da costa sudeste, na Praia Muri, há quatro pequenas ilhotas de coral. Do norte para o sul são, respetivamente:
1. Mo tutapu (com 11,0 hectares)
2. Oneroa (com 10,6 hectares)
3. Koromiri (com 3,0 hectares)
4. Taakoka (com 1,7 hectares)

O interior da ilha é dominado por picos vulcânicos erodidos cercados por densa vegetação. Várias estradas permitem o acesso a alguns vales, mas o interior da ilha permanece inabitada.

## Subdivisões

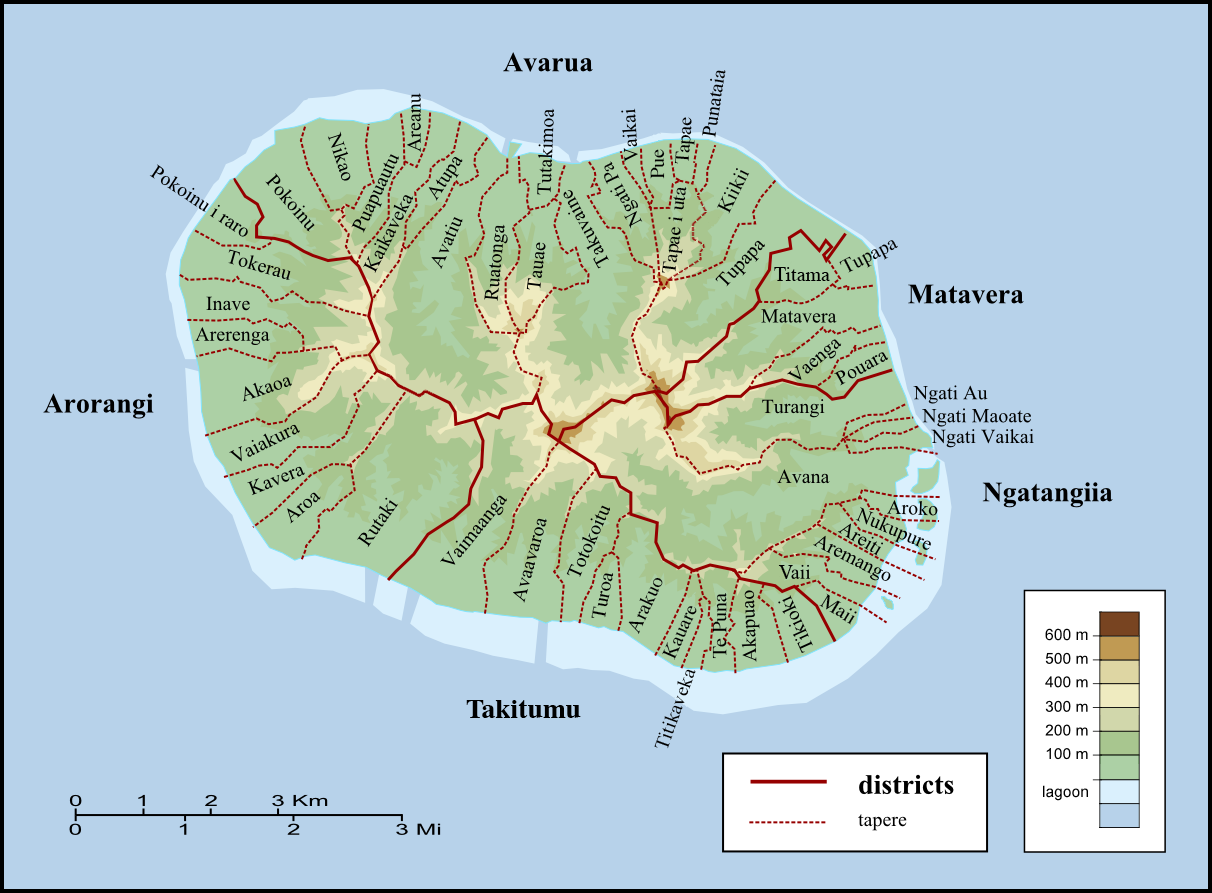
Distritos (e suas sub-divisões) de Rarotonga

Rarotonga é dividida em cinco distritos (por sua vez subdivididos). Os distritos são: Avarua, Matavera, Ngatangiia, Tikikaveka e Arorangi. Avarua constitui o grande distrito do norte.